# Damage and Joy
Damage and Joy è il settimo album in studio del gruppo musicale alternative rock britannico The Jesus and Mary Chain, pubblicato nel 2017.
Si tratta del primo album in studio dopo circa 19 anni e della prima collaborazione con il produttore e bassista Martin Glover aka Youth.

## Tracce
1. Amputation – 3:24
2. War on Peace – 4:34
3. All Things Pass – 4:34
4. Always Sad – 2:52
5. Songs for a Secret – 3:21
6. The Two of Us – 4:12
7. Los Feliz (Blues and Greens) – 4:54
8. Mood Rider – 4:04
9. Presidici (Et Chapaquiditch) – 3:36
10. Get on Home – 3:31
11. Facing Up to the Facts – 3:05
12. Simian Split – 4:14
13. Black and Blues – 3:23
14. Can't Stop the Rock – 3:19

## Formazione
- Jim Reid - voce
- William Reid - voce, chitarra
- Youth - basso
- Brian Young - batteria
- Phil King - basso
- Sky Ferreira - voce in Black and Blues